# Anemia sessilis
Anemia sessilis är en ormbunkeart som först beskrevs av Jeanp., och fick sitt nu gällande namn av Carl Frederik Albert Christensen. Anemia sessilis ingår i släktet Anemia och familjen Anemiaceae. Inga underarter finns listade.